# Anopheles cruzii
Anopheles cruzii este o specie de țânțari din genul Anopheles, descrisă de Dyar și Frederick Knab în anul 1908. Conform Catalogue of Life specia Anopheles cruzii nu are subspecii cunoscute.